# Antonio Scurati

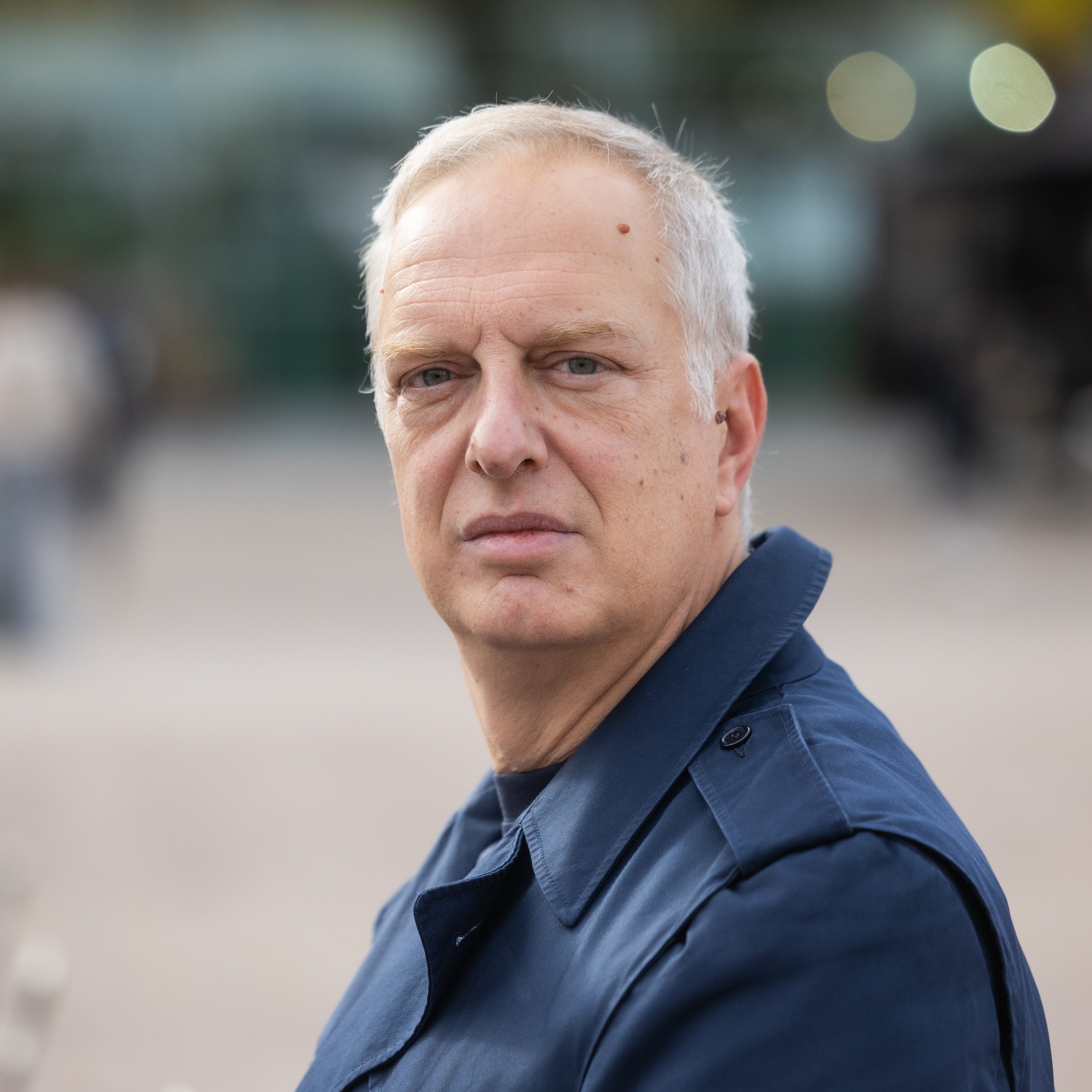
Antonio Scurati (2024)

Antonio Scurati (geboren 25. Juni 1969 in Neapel) ist ein italienischer Medientheoretiker und Schriftsteller.

## Leben
Antonio Scurati studierte Philosophie an der Università degli Studi di Milano. Nach einem Studienaufenthalt an der École des Hautes Études en Sciences Sociales wurde er mit einer Dissertation über Texttheorie an der Universität Bergamo promoviert. Er arbeitete dort als wissenschaftlicher Angestellter am Centro studi sui linguaggi della guerra e della violenza und forschte zur Medientheorie. 2008 wechselte er an die Libera Università di Lingue e Comunicazione IULM in Mailand und lehrt dort als Dozent für Kreatives Schreiben und Rhetorik.
Im Jahr 2003 veröffentlichte er den Essay Guerra. Narrazioni e culture nella tradizione occidentale, der zu den Finalisten des Premio Viareggio zählte. Sein Roman Il sopravvissuto 2005 gewann den Premio Campiello. 2006 gab er den medientheoretischen Essay La letteratura dell’inesperienza. Scrivere romanzi al tempo della televisione heraus. 2007 produzierte er bei Fandango die Dokumentation La stagione dell’amore, in der Auseinandersetzung mit Pier Paolo Pasolinis 1963 gedrehter Umfrage Comizi d’amore.
2009 erschien sein Roman Il bambino che sognava la fine del mondo, 2010 eine Sammlung von Artikeln unter dem Titel Gli anni che non stiamo vivendo. Il tempo della cronaca. 2015 kam Il tempo migliore della nostra vita über Leone Ginzburg heraus, wofür er im selben Jahr mit dem Premio Viareggio in der Kategorie „Belletristik“ ausgezeichnet wurde.
Sein 2018 erschienenes Werk M. Il figlio del secolo über den Duce Benito Mussolini war der erste einer fünfbändigen Biografie. Das Buch stieß auf großes Interesse und löste kontroverse Diskussionen über Italiens faschistische Vergangenheit aus. Für Band 1, deutsch M. Der Sohn des Jahrhunderts, erhielt Scurati den Premio Strega, für Band 2, deutsch M. Der Mann der Vorsehung, den Preis des Europäischen Buches. Die drei ersten Bände standen auf Platz eins der italienischen Bestsellerliste. Der vierte Band erschien 2024.
Scurati schreibt für die Wochenzeitung Internazionale und die Tageszeitung La Stampa.

## Werke (Auswahl)

### Werke vor 2018
- Il rumore sordo della battaglia. Mondadori, Mailand 2002, ISBN 978-88-04-50064-3.
- Guerra. Narrazioni e culture nella tradizione occidentale. Donzelli, Rom 2003, ISBN 978-88-7989-776-1.
- Televisioni di guerra. Il conflitto del golfo come evento mediatico e il paradosso dello spettatore totale. Ombre Corte, 2003, ISBN 978-88-87009-38-5.
- Il sopravvissuto. Mailand: Bompiani, 2005, ISBN 978-88-452-3385-2
- La letteratura dell’inesperienza. Scrivere romanzi al tempo della televisione. Mailand: Bompiani, 2006, ISBN 978-88-452-5743-8.
- Una storia romantica. Mailand: Bompiani, 2007, ISBN 978-88-452-5962-3
  - Eine romantische Geschichte. Übersetzung Suse Vetterlein. Reinbek bei Hamburg: Rowohlt, 2012, ISBN 978-3-498-06404-4
- Il bambino che sognava la fine del mondo. Mailand: Bompiani, 2009, ISBN 978-88-452-6241-8
  - Das Kind, das vom Ende der Welt träumte: Roman. Übersetzung Suse Vetterlein. Reinbek bei Hamburg : Rowohlt, 2010, ISBN 978-3-498-06403-7
- Gli anni che non stiamo vivendo. Mailand: Bompiani, 2010, ISBN 978-88-452-6456-6.
- La seconda mezzanotte. Mailand: Bompiani, 2011, ISBN 978-88-452-6775-8.
- Letteratura e sopravvivenza. La retorica letteraria di fronte alla violenza. Mailand: Bompiani, 2012, ISBN 978-88-452-7104-5.
- Il padre infedele. Mailand: Bompiani, 2013, ISBN 978-88-452-7409-1
- Il tempo migliore della nostra vita. Mailand: Bompiani, 2015, ISBN 978-88-452-7913-3.

### Mussolini-Roman 2018–25

Deutsche Cover von „M“, Scuratis romanhafter Mussolini-Biografie

- M. Il figlio del secolo. Bompiani, Mailand 2018, ISBN 978-88-452-9813-4.
  - M. Der Sohn des Jahrhunderts. Aus dem Italienischen von Verena von Koskull. Klett-Cotta, Stuttgart 2020, ISBN 978-3-608-98567-2.[1]
- M. L’uomo della provvidenza. Bompiani, Mailand/Florenz 2020, ISBN 978-88-301-0265-1.
  - M. Der Mann der Vorsehung. Aus dem Italienischen von Verena von Koskull. Klett-Cotta, Stuttgart 2021, ISBN 978-3-608-98567-2.
- M. Gli ultimi giorni d’Europa. Bompiani, Mailand/Florenz 2022, ISBN 978-88-301-0496-9.
  - M. Die letzten Tage von Europa. Aus dem Italienischen von Verena von Koskull. Klett-Cotta, Stuttgart 2023, ISBN 978-3-608-98727-0.
- M. L’ora del destino. Bompiani, Mailand/Florenz 2024, ISBN 978-88-301-0497-6.
  - M. Das Buch des Krieges. Aus dem Italienischen von Verena von Koskull und Michael von Killisch-Horn. Klett-Cotta, Stuttgart 2024, ISBN 978-3-608-98827-7.
- M. La fine e il principio. Bompiani, Mailand/Florenz 2025, ISBN 978-88-301-0698-7.